# Asplenium spathulatum
Asplenium spathulatum är en svartbräkenväxtart som beskrevs av Bak. Asplenium spathulatum ingår i släktet Asplenium och familjen Aspleniaceae. Inga underarter finns listade.